# جون غاسكين
جون غاسكين هو سياسي كندي، ولد في 3 أبريل 1840، وتوفي في 21 مارس 1908.